# Newton (motorfiets)
Newton (ook wel: Newton-Villiers) is een historisch merk van motorfietsen.
De bedrijfsnaam was: Newton Bros, Manchester.
Newton was een Brits dat van 1920 tot 1922 tamelijk orthodoxe motorfietsen met 269cc-Villiers Mk IV-tweetaktmotoren produceerde.